# Júlio César Godinho Catole
Júlio César Godinho Catole, mais conhecido como Julinho (São Paulo, 5 de agosto de 1986), é um futebolista brasileiro que atuava como lateral-esquerdo.

## Carreira
Julinho deu seus primeiros passos no futebol jogando na várzea. Em São Paulo, onde nasceu, atuava em gramados que praticamente inexistia grama. Em Santa Catarina foi lançado na base do CFZ Imbituba, mas foi no Atlético de Ibirama que Julinho destacou-se, despertou interesse do Metropolitano que o contratou por empréstimo. Pouco tempo depois, voltou ao Atlético de Ibirama, onde disputou o Campeonato Catarinense - 2009. Despertou interesse do Avaí em sua contratação. Ainda contestado, chegou ao Avaí com contrato de risco, tendo três meses para mostrar seu futebol. Destacou-se e assinou contrato até 31 de dezembro de 2012 com o clube Avaiano.
Em 2011, foi eleito o melhor lateral esquerdo do Campeonato Catarinense. E, após se destacar junto com o time na Copa do Brasil, o Vasco da Gama demonstrou interesse em contar com o futebol do atleta e Julinho foi emprestado ao clube da colina até junho de 2012. Após ter poucas chances pelo Vasco, Julinho foi emprestado para o Sport. No Sport Julinho não obteve muito sucesso devido as más atuações. Então o Avaí dono do seu passe resolveu pedir seu retorno e o atleta aceitou retornar para defender o clube catarinense na Série B do Campeonato Brasileiro. Julinho fez sua reestreia pelo Avaí em um jogo contra o Ipatinga valido pelo Campeonato Brasileiro da Série B de 2012 onde marcou o gol da vitoria do seu time por 2 a 1. No segundo jogo pelo clube azurra, Julinho marcou novamente, desta vez um golaço de bicicleta ao 46 minutos do primeiro tempo sobre o América Mineiro até então invicto e líder da competição.
No ano de 2013, após a chegada do técnico Hemerson Maria ao Avaí, Julinho foi dispensado pelo clube. No dia 30 de agosto do mesmo ano, Julinho foi emprestado ao Estudiantes de Altamira, do México. Sua estreia aconteceu no dia 5 de outubro no jogo contra o Universidad de Guadalajara. O primeiro gol de Julinho pelo time mexicano aconteceu no jogo seguinte a sua estreia, quando o Estudiantes foi goleado pelo Alebrijes de Oaxaca por 5 a 1, no dia 19 de outubro. Após apenas 3 jogos disputado e um gol marcado, Julinho deixa o clube mexicano com o intuito de retornar ao Brasil.
Para o ano de 2014, Julinho foi contratado pelo Guarani para a disputa da Série A2 do Campeonato Paulista. Sua estreia pelo time aconteceu no dia 16 de fevereiro, quando o Guarani venceu o Grêmio Barueri por 2 a 0 no Brinco de Ouro da Princesa. Após a partida, o treinador do time Márcio Fernandes elogiou bastante Julinho que vinha atuando no meio de campo do Guarani. Seu primeiro gol pelo Bugre veio no dia 1 de março, quando o Guarani venceu o União Barbarense por 2 a 0 fora de casa. Após o Guarani não conseguir a ascensão no estadual, no dia 24 de março o clube anunciou a saída de cinco atletas do elenco profissional, dentre eles Julinho.
Para a sequencia da temporada, Julinho foi anunciado como reforço do Santa Cruz para a disputa da Série B do Campeonato Brasileiro.
Em fevereiro de 2015, Julinho acertou com o Operário Ferroviário para a disputa do Campeonato Paranaense. Sagrou-se campeão paranaense de forma inédita.
Entre 2016 e 2018 Julinho rodou por times do Japão, mais precisamente Consadole Sapporo e Renofa Yamaguchi onde teve boas atuações. 
Após 5 temperados, em 7 de Janeiro de 2019 foi anunciado seu retorno ao Avaí Futebol Clube, onde ira disputar o Campeonato Catarinense de Futebol, a Copa do Brasil e Campeonato Brasileiro de Futebol de 2019.
Em 2020 retornou ao Operário-PR onde teve boa passagem, e permaneceu por duas temporadas. Disputou Campeonato Paranaense, Copa do Brasil e Campeonato Brasileiro da Série C.
Já em 2022 acertou com o São Bernardo para disputar o Campeonato Paulista. 

## Títulos

### Clube
CFZ Imbituba
- Campeonato Catarinense da Divisão Especial: 2009

Operário Ferroviário
- Campeonato Paranaense: 2015

Avaí
- Campeonato Catarinense: 2019

### Individual
- Melhor lateral esquerdo do Campeonato Catarinense: 2011[2]

## Estatísticas
Última atualização: 16 de março de 2014.
| Clube                   | Temporada | Copa Sul-Americana | Copa Sul-Americana | Nacional A | Nacional A | Nacional B | Nacional B | Copa do Brasil | Copa do Brasil | Estadual | Estadual | Copa SC | Copa SC | Copa Sub-23 | Copa Sub-23 | Amistoso | Amistoso | Total | Total |
| Clube                   | Temporada | Jogos              | Gols               | Jogos      | Gols       | Jogos      | Gols       | Jogos          | Gols           | Jogos    | Gols     | Jogos   | Gols    | Jogos       | Gols        | Jogos    | Gols     | Jogos | Gols  |
| ----------------------- | --------- | ------------------ | ------------------ | ---------- | ---------- | ---------- | ---------- | -------------- | -------------- | -------- | -------- | ------- | ------- | ----------- | ----------- | -------- | -------- | ----- | ----- |
| Atlético de Ibirama     | 2010      | —                  | —                  | —          | —          | —          | —          | —              | —              | 16       | 3        | 0       | 0       | —           | —           | 0        | 0        | 16    | 3     |
| Metropolitano           | 2010      | —                  | —                  | —          | —          | —          | —          | —              | —              | 16       | 3        | 0       | 0       | —           | —           | 0        | 0        | 16    | 3     |
| Avaí                    | 2010      | 0                  | 0                  | 0          | 0          | 0          | 0          | 0              | 0              | 0        | 0        | 0       | 0       | 3           | 1           | 4        | 0        | 7     | 1     |
| Avaí                    | 2011      | 0                  | 0                  | 5          | 1          | 0          | 0          | 8              | 1              | 11       | 1        | 0       | 0       | 0           | 0           | 0        | 0        | 24    | 3     |
| Avaí                    | 2012      | 0                  | 0                  | 0          | 0          | 16         | 2          | 0              | 0              | 0        | 0        | 0       | 0       | 0           | 0           | 0        | 0        | 16    | 2     |
| Avaí                    | Total     | 0                  | 0                  | 5          | 1          | 16         | 2          | 8              | 1              | 11       | 1        | 0       | 0       | 3           | 1           | 4        | 0        | 50    | 6     |
| Vasco da Gama           | 2011      | 3                  | 0                  | 9          | 0          | 0          | 0          | 0              | 0              | 0        | 0        | 0       | 0       | 0           | 0           | 0        | 0        | 12    | 0     |
| Estudiantes de Altamira | 2013      | 0                  | 0                  | 0          | 0          | 3          | 1          | 0              | 0              | 0        | 0        | 0       | 0       | 0           | 0           | 0        | 0        | 3     | 1     |
| Guarani                 | 2014      | 0                  | 0                  | 0          | 0          | 0          | 0          | 0              | 0              | 6        | 1        | 0       | 0       | 0           | 0           | 0        | 0        | 6     | 1     |
| Santa Cruz              | 2014      | 0                  | 0                  | 0          | 0          | 0          | 0          | 0              | 0              | 0        | 0        | 0       | 0       | 0           | 0           | 0        | 0        | 0     | 0     |